# Thatchérisme

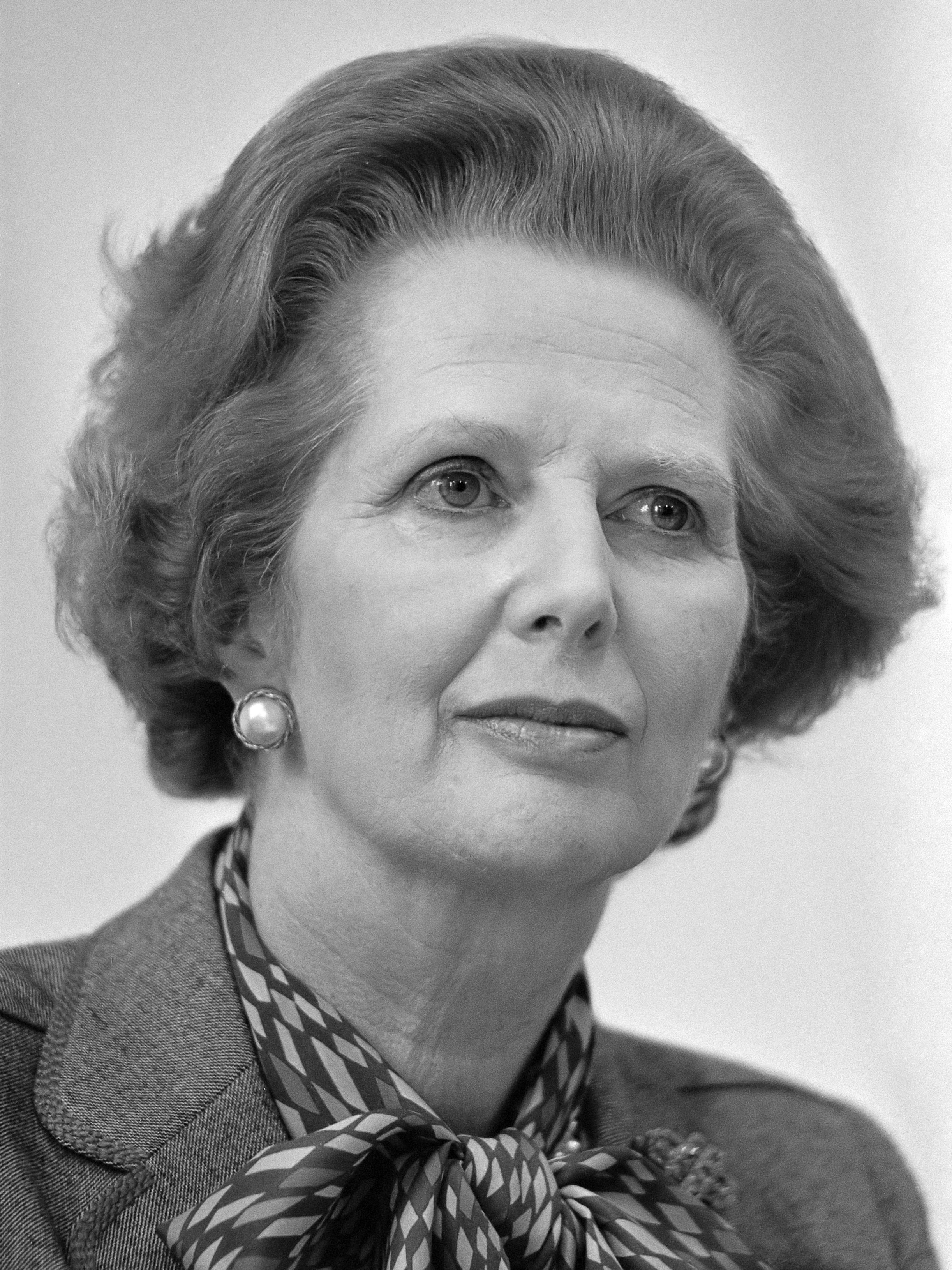
Margaret Thatcher, Première ministre britannique de 1979 à 1990.

Le thatchérisme est l'ensemble des politiques assumées par Margaret Thatcher, Première ministre du Royaume-Uni de 1979 à 1990, et notamment sa politique économique libérale.

## Le Royaume-Uni avant Margaret Thatcher
Quand elle a pris ses fonctions de Première ministre, le Royaume-Uni était frappé depuis une décennie par une grave crise économique, sociale, politique et culturelle avec, entre autres, de multiples journées de grève en 1979. Le gouvernement tory d'Edward Heath avait entrepris une politique réformatrice vite abandonnée et caractérisée par ses « U-turns » (volte-face) permanents. Le gouvernement travailliste d'Harold Wilson est élu en 1974 avec une majorité relative et doit s'allier pour former des majorités fragiles ; la situation est marquée par une ambiance d'instabilité et de déclin. 
L'interventionnisme est à l'ordre du jour avec de nombreuses nationalisations et 29,3 % de la population active employée dans le secteur public. La fiscalité est élevée : la tranche marginale d'imposition sur les revenus du capital est alors de 98 % et celle sur les revenus de 83 %. Ainsi, en 1966, The Beatles sortent une chanson intitulée Taxman dans laquelle ils dénoncent cette fiscalité qui les impose au taux marginal de 96 %. Le collecteur qui intervient dans la chanson demande à être félicité pour leur laisser 5 % de leurs revenus et promet de tout taxer.
La situation économique est telle que le pays est surnommé l'« homme malade de l'Europe » et certains économistes se demandent si l'on n'assiste pas à un phénomène de retrodevelopment (« développement inversé »), par lequel l'ancien « atelier du monde » serait en train de prendre la voie du sous-développement. Le chômage passe de 3,5 % en 1974 à 5,5 % en 1979,. L'économie britannique se désindustrialise de plus en plus malgré les nationalisations qui visent à soutenir l'activité industrielle britannique, pourtant peu compétitive. 
L'inflation croît encore, passant de 9 % par an sous le gouvernement conservateur à 15 % par an sous le gouvernement travailliste. En 1976, le gouvernement doit demander un prêt de 4 milliards $ au FMI. Le rejet de l'austérité salariale par les syndicats de fonctionnaires débouche sur l'« hiver du mécontentement ». Il choque l'opinion publique britannique et prépare le succès du discours radical de Margaret Thatcher.

## Les influences intellectuelles
On appelle « thatchérisme » la politique économique de Margaret Thatcher. Le thatchérisme est avec le « reaganisme », son pendant américain à la même époque, l'un des deux principaux avatars de la « révolution conservatrice » que le monde a connue à la suite de la phase dépressionnaire qui s'ouvre avec les deux chocs pétroliers et la crise du keynésianisme. 
Sa politique fut influencée par les valeurs « victoriennes » de travail, d'ordre, d'effort et de « self-help » qu'elle reçut dans son éducation et dont elle dit dans ses Mémoires qu'elles jouèrent un grand rôle dans son parcours. Dès ses années d'université, elle est en outre familière avec les idées libérales, à travers la lecture de La Société ouverte et ses ennemis de Karl Popper, La Route de la servitude ou, plus tard, La Constitution de la liberté de Friedrich Hayek. Ce sera une source d'inspiration importante de sa pensée, avec les ouvrages libéraux que lui conseillera Keith Joseph. De façon générale, le « thatchérisme » puise son inspiration politique et économique dans ces théories et dans celles de l'École monétariste de Chicago, incarnée par Milton Friedman, de l'école de l'offre d'Arthur Laffer et de l'École autrichienne connue à travers Friedrich Hayek.
Margaret Thatcher mit en application ces théories en réduisant les impôts directs, en luttant contre l'inflation forte de la fin des années 1970 par des taux d'intérêt élevés et en favorisant l'ouverture économique aux capitaux étrangers, et son corollaire : la fin des subventions aux « canards boiteux » (fermeture des mines non rentables par exemple), ce qui tranche avec le volontarisme des voisins européens pour tenter de sauver l'industrie au cours des années 1980. Contrairement à ce qu'elle avait annoncé, elle continue de faire augmenter les dépenses publiques. Nigel Lawson, chancelier de l'Échiquier entre 1983 et 1990 déclara ainsi en 1980 :

« La politique économique du nouveau conservatisme doit reposer sur deux principes : le monétarisme et le libre marché en opposition à l'intervention de l'État et à la planification centralisée »

— Nigel Lawson, Conférence du Bow Group en août 1980
Elle se revendiquait également antisocialiste et écrivit dans ses Mémoires : « je n'ai jamais oublié que l'objectif inavoué du socialisme - municipal ou national - était d'accroître la dépendance. La pauvreté n'était pas seulement le sol nourricier du socialisme : elle en était l'effet délibérément recherché ». Dans un discours devant le Conseil central de son parti, en mars 1990, elle déclare : « Le socialisme a l'État pour credo. Il considère les êtres humains ordinaires comme le matériau brut de ses projets de changements sociaux »
Concernant les vecteurs de transmission de ces idées, on peut souligner le rôle des think tank libéraux britannique comme l'Adam Smith Institute fondé en 1977, l'Institute of Economic Affairs fondé en 1955 ou le Centre for Policy Studies fondé en 1974 par Keith Joseph.

## La place de la Grande-Bretagne dans le monde avec Thatcher
Sa politique étrangère consacra un retour du Royaume-Uni sur la scène internationale. À l'issue du conflit des Malouines, le 15 juin 1982, Margaret Thatcher déclara ainsi depuis le perron du 10, Downing Street : « Britain is great again ». Elle considérait que cette guerre marquait la fin du Royaume-Uni comme une « nation battant en retraite ». Ce conflit rehaussa durablement l'autorité du royaume dans le monde même s'il avait bénéficié de l'appui des pays du G7, dont la France de François Mitterrand et les États-Unis de Ronald Reagan. 
La politique monétariste de la Banque d'Angleterre permit à la livre sterling de retrouver son rôle de monnaie internationale de premier plan. Combinée avec le renouveau de la City, la situation du Royaume-Uni se renforce dans le système financier mondial.
La relance de la « relation spéciale » entre États-Unis et Grande-Bretagne qu'elle insuffla après l'éloignement du gouvernement Callaghan a été poursuivie par la suite, jusqu'à aujourd'hui. Cette relation spéciale s'entendait d'ailleurs quel que soit le parti du président américain : Thatcher soutint ainsi sans équivoque Jimmy Carter.
Le thatchérisme a été néanmoins parfois critiqué pour ce positionnement international. Thatcher était très atlantiste et opposée à une intégration européenne aux dépens de l'indépendance des États (CEE). Sa méfiance des politiques des institutions européennes se manifeste au moment de l'obtention du « rabais britannique », qui accentua largement la vision du Royaume-Uni comme un cheval de Troie des États-Unis au sein de l'Europe.

## Bilan économique

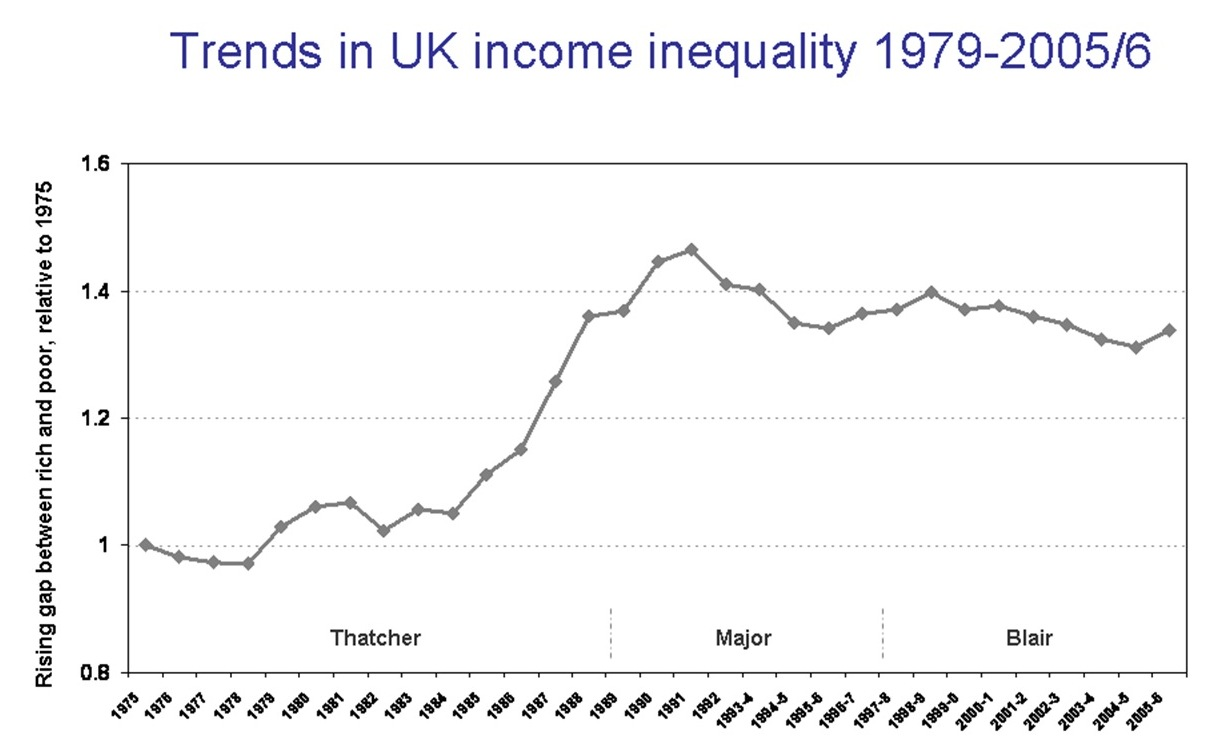
Augmentation des inégalités de revenu pendant Tatcher

Elle laisse à son départ une situation économique jugée « assainie » par Le Monde ou « en voie de renaissance », et qui peut être caractérisée par quatre éléments : une inflation qui reste non négligeable malgré une nette baisse au milieu des années 1980, une croissance économique importante malgré une chute sur la fin de son mandat, un État dont la place dans l'économie s'est réduite malgré la hausse des prélèvements sociaux, et un chômage qui atteint 6,8 % lors de la dernière année au pouvoir de Thatcher en 1990,, s'installant de façon durable dans les anciens districts industriels. 
Ses opposants lui reprochent une dégradation des infrastructures due à un manque de financement, une dégradation du secteur public, une augmentation de la précarité salariale, la baisse de qualité de l'éducation, en raison du manque d'enseignants ou de classes surchargées — ou d'une baisse du niveau général, notamment reprochée par l'aile droite des Tories, avec creusement des inégalités entre établissements —, la forte augmentation du nombre de pauvres — le taux de pauvreté, soit la part de la population qui gagne moins de 60 % du revenu médian, est passé de 13,4 % à 22,2 % pendant les mandats de Margaret Thatcher  —, ainsi que de l'accroissement des disparités sociales et régionales,. Le niveau de vie britannique a en moyenne augmenté, tandis que les inégalités de revenus se sont creusées : entre 1980 et 1990, la part des 10 % les plus pauvres de la population a un revenu moyen en baisse de 10 %, alors que les moyennes des revenus de tous les autres déciles augmentent,. 
Si les conséquences sociales et le « style abrasif » de Margaret Thatcher ont suscité des critiques,, en matière de protection sociale, le système de la santé publique (National Health Service) n'a pas été réformé,.
La période Thatcher a été marquée par des débuts difficiles sur le plan de la croissance économique avec deux années de récession, corollaire de la politique monétaire alors mise en place. En 1980, Milton Friedman, inspirateur de la politique monétariste menée par la Banque d'Angleterre, écrivait ainsi : « la croissance lente et le chômage élevé sont les effets secondaires d'une cure [contre l'inflation] en passe de réussir ». Le cycle conjoncturel européen fait augmenter la croissance à partir de 1984 pour atteindre un pic de près de 5 % en 1988 (sommet de la phase haute) et une moyenne de 2,8 % de croissance annuelle. 
La forte croissance de l'économie britannique des années 1990 et 2000 (2,8 % par an entre 1997 et 2006) doit beaucoup aux réformes structurelles, en particulier à celles touchant le fonctionnement du marché du travail ; les réformes structurelles comme l'Employment Act de 1982 ont permis de simplifier les procédures et d'accélérer la résolution des conflits : en 2005, le contentieux moyen après un licenciement durait 4 semaines contre un an en France. La forte hausse de la productivité permet également de combler le retard vis-à-vis de la RFA et de la France et de le réduire avec les États-Unis. Les équilibres extérieurs restent néanmoins fragiles avec un déficit de la balance commerciale de 23,1 milliards £ en 1988 et une baisse de la part du Royaume-Uni dans le commerce mondial à 5,5 %, corollaire de la désindustrialisation qui se poursuit.
Le rôle de l'État a été également réduit de façon notable : la part du secteur public dans l'emploi diminue fortement au profit des emplois dans le secteur privé et de 10 % du PNB en 1979, le secteur public passe à 5 % 10 ans plus tard. La part des subventions distribuées par le Department of Trade and Industry passe d'1,8 % du PIB en 1978 à 1,2 % en 1988. Au total, les privatisations rapportent 31 milliards £. Les impôts sur les ménages et sur les entreprises ont été également réduits. La tranche marginale de l'impôt sur le revenu passa par exemple de 83 % à 60 puis 40 %, ce qui entraîna une hausse des recettes fiscales d'1,2 milliard £ en 1985-1986, vérification empirique de la courbe de Laffer. L'impôt sur les sociétés passe de 53 à 33 %.
Le marché du travail a enfin connu des évolutions mitigées : la population active employée est passée de 25,3 millions à 26,9 entre 1979 et 1990, avec un creux de 23,5 millions en 1983. Le chômage monte d'abord fortement jusqu'à 12 % de la population active en 1983 avant de redescendre à partir de 1986 jusqu'à 6,9 % en 1990 . La désindustrialisation entamée dans les années 1970 s'est poursuivie sous son gouvernement : de 1966 à 1980, la main d'œuvre industrielle avait baissé de 2 millions, soit la même évolution qu'entre 1980 et 1990. Parallèlement, le secteur des services se développe très rapidement et crée 1,4 million d'emplois entre 1983 et 1988 ; la City profite des mesures de libéralisation financière de 1979 et surtout du « Big Bang » de 1986 pour s'imposer comme première place financière d'Europe. Il faut également noter qu'au début des années 1980, le nombre de bénéficiaires de pensions d'invalidité était d’environ 700 000 ; ce chiffre a doublé pour s'établir à 1,5 million en 1990, contribuant en partie à faire baisser le taux de chômage.
Du côté de l'Écosse, « (...) sur les onze années de pouvoir de M. Thatcher, huit au moins (jusqu'en 1987) ont signifié pour les Écossais la détérioration de la plupart des indicateurs économiques objectifs, au premier rang desquels le taux de chômage qui dépassait encore 13 % au début du troisième mandat conservateur ; parallèlement, les principaux indices économiques étaient révélateurs au cours de cette période d'une aggravation relative de la situation écossaise par rapport à la moyenne britannique (...) ».

## Bilan social
Margaret Thatcher avait insisté sur sa volonté de bâtir une « société de propriétaires » et l'on observe un développement de la propriété privée, en particulier grâce à la vente des logements sociaux à leurs occupants, c'est-à-dire le « Right to Buy », permis par le Housing Act 1980. Les propriétaires-occupants passent ainsi de 55 à 67 % du total de la population entre 1979 et 1989. De même, l'actionnariat se développe et si trois millions de foyers détiennent des actions en 1979, ils sont trois fois plus en 1987. Par ailleurs, le Housing Act de 1988 réforme les baux du secteur privé et du secteur public. Pour le secteur privé, le Housing Act 1988 met l’accent sur la liberté des parties. La plupart des baux conclus sont à durée limitée et le bailleur peut fixer le montant du loyer en fonction du cours du marché. En fin de bail le bailleur peut réviser le loyer. Si l’augmentation dépasse le cours du marché, le locataire peut saisir dans le mois de la notification de la révision le Rent Assessment Committee qui peut décider d’un réajustement du montant.
Le thatcherisme a permis une augmentation du niveau de vie moyen britannique mais le « style abrasif » de Margaret Thatcher a également entraîné des conséquences sociales critiquées. L'historien François-Charles Mougel le résume ainsi : « À l'actif : la libération des initiatives, la baisse de l'inflation, des subventions et des charges, la reprise de la croissance et de l'emploi, la paix sociale et une hausse globale du niveau de consommation et de vie. Au passif : la désindustrialisation, les inégalités sociales, régionales et professionnelles, la vulnérabilité des entreprises, des personnels et des secteurs, les effets risqués de l'ouverture à l'étranger et l'excessive suprématie de la valeur-argent. ». Ainsi, sous l'effet d'une dérégulation massive, la City de Londres va devenir pour le meilleur ou pour le pire la 1re place financière au monde
Le décile inférieur a vu ses revenus baisser d'environ 10 % alors que les revenus de tous les autres déciles ont augmenté : + 4 % pour le deuxième décile mais + 60 % pour le premier décile. La proportion de familles vivant en dessous du seuil de pauvreté (50 % du salaire moyen) est passée de 8 % en 1979 à 22 % en 1990, et la pauvreté infantile a doublé, un enfant sur trois vivant sous le seuil de pauvreté. Cette évolution traduit une augmentation des inégalités de revenu ce qui fait dire à l'historien marxiste britannique Eric Hobsbawm que « le sort des 20 % d'ouvriers du bas de l'échelle devint bel et bien pire [dans la Grande-Bretagne de Mme Thatcher], en comparaison du reste des ouvriers, qu'il ne l'était un siècle auparavant ». Cela est dû selon le PNUD aux « changements dans la distribution du revenu », à la moindre redistributivité des politiques fiscales ou à l'évolution des structures familiales. Jean-Pierre Delas ajoute que, si « l'immense majorité a vu son revenu augmenter à peu près comme le PIB, le revenu des plus favorisés a augmenté plus rapidement ».
En outre, les quartiers déshérités des grandes villes ont été le théâtre d’émeutes violentes (Toxteth à Liverpool en 1981, Brixton à Londres en avril 1981 et septembre 1985), révélateurs de tensions et de problèmes d'insertion dans la société britannique, comme a pu également le montrer le développement du hooliganisme. 
On peut aussi citer également la grève des mineurs, d'où Margaret Thatcher sort victorieuse mais qui laisse de nombreuses personnes dans la misère[réf. souhaitée].
Des critiques sont formulées contre le thatchérisme concernant l'état du système de protection sociale. Ses partisans répondent néanmoins que le National Health Service n'a justement pas été réformé sous son gouvernement. Les effectifs du NHS ont plutôt augmenté pendant la période, en hausse de 6 % alors que le reste de la fonction publique diminue de 12,5 %. En outre, la privatisation de British Rail lui est souvent attribuée à l'étranger même si elle a été effectuée par John Major en 1993. Enfin, les dépenses sociales n'ont pas diminué entre 1979 et 1990, mais ont été stabilisées autour de 22 % du PIB passant dans l'ensemble des dépenses gouvernementales de 42 % à 50 %. En la matière, la baisse des indemnités de chômage a été en partie compensée par l'augmentation très importante du nombre des pensions d'invalidité. Les dépenses en faveur de l'emploi ont augmenté de 73 %, les dépenses de sécurité sociale de 33 %, et celles du service national de santé de 34 % inflation déduite. Les dépenses publiques d'éducation et de santé ont augmenté sous le cabinet Thatcher mais restant inférieures à la moyenne des autres pays développés : de 4,7 % du PIB à 6 % pour la santé entre 1979 et 1996 et de 8 à 10 % pour l'éducation. De façon générale, les dépenses publiques ne baissent que tardivement et touchent peu le Welfare.

## Héritage
À l'étranger, le thatchérisme inspira la politique économique de la dictature militaire en Argentine. Le ministre des Finances du régime, José Martínez de Hoz, a été invité à rencontrer Thatcher à Downing Street le 5 juin 1980. Martínez de Hoz était l'architecte de la stratégie économique de "marché libre" du régime et était un grand admirateur du thatchérisme.
Outre l'essoufflement du gouvernement, c'est l'introduction finalement abrogée de la poll tax qui précipite la chute de Margaret Thatcher, renversée par une fronde au sein de son parti. La méthode utilisée pour procéder à la réforme fiscale prévoyait d'appliquer tout d'abord le nouveau régime au Royaume-Uni à l'exception de l'Angleterre. Cette différence de traitement a été extrêmement mal perçue en Écosse, confirmant l'image d'un parti Tory essentiellement anglais, faisant de l'Écosse le bastion travailliste qui a assuré l'arrivée au pouvoir et la pérennité du mandat de Tony Blair, auquel succède Gordon Brown.
Le blairisme du Premier ministre Tony Blair, qui prend la suite de John Major en 1997, marque un prolongement du thatchérisme pour sa trame libérale, mais avec des infléchissements qui passent par une reconsidération de la question des inégalités, la renationalisation d'entreprises d'intérêt général en difficulté, ou encore une attitude moins isolée vis-à-vis de la construction politique de l'Union européenne, sans pour autant remettre fondamentalement en cause l'atlantisme traditionnel dans le pays.
De façon plus générale, Mario Vargas Llosa rendait responsable Margaret Thatcher d'une « révolution féconde et contagieuse » qui avait réaffirmé les principes de l'économie libre et « revitalisé » le libéralisme dans le monde. L'écrivain péruvien ajoute qu'elle détient le « leadership moral et culturel » de la révolution conservatrice des années 1980. Cette influence culturelle sur la revitalisation des idées d'économie de marché lui a été également reconnue par ses adversaires politiques ; Peter Mandelson, député travailliste, écrivit ainsi dans une tribune libre publiée le 10 juin 2002 dans The Times : « Nous sommes tous des thatchériens ».
La vie politique britannique reste fortement marquée par Margaret Thatcher : le 5 mai 2004 et durant les jours qui suivirent, les conservateurs britanniques ont cultivé la nostalgie, célébrant l'arrivée au pouvoir, le 4 mai 1979, de Margaret Thatcher. Elle est également la seule à avoir donné son nom à une doctrine et à avoir polarisée la vie politique du pays autour d'elle. Plus de 15 ans après son départ, l'intention prêtée en juin 2006 à Tony Blair de lui préparer des obsèques nationales a entraîné de nombreuses réactions ; le Daily Telegraph a consacré le 9 août sa une aux remous de l'affaire au sein du Parti travailliste. Plusieurs membres du parti du Premier ministre évoquent la possibilité de quitter le parti si cette information était confirmée. Les obsèques nationales sont normalement réservées à la famille royale. Mais il existe certaines exceptions, comme en 1965 lors du décès de Winston Churchill, qui avait dirigé le pays pendant la Seconde Guerre mondiale.
La société britannique apparaît désormais plus thatchérienne que lorsque la Dame de fer était au pouvoir. De 1991 à 2010, la part de Britanniques estimant que l'État devrait dépenser davantage pour réduire les inégalités est passée de 58 % à 27 %. Pour le Guardian, tout comme pour la presse de droite : « La Grande-Bretagne est plus thatchérienne que dans les années 1980 ».
Sous l’impulsion de David Cameron et de Theresa May, le Parti conservateur cherche à se débarrasser de l’image de « nasty party » (« méchant parti ») que lui a laissé le thatchérisme. Il se repositionne ainsi sur une ligne plus tolérante pour les questions sociétales, et repousse « le culte de l’individualisme égoïste ». Plusieurs mesures qui avaient été taxés de « thatchéristes », comme la suppression des repas gratuits pour les écoliers ou la possibilité pour l’État de se faire rembourser rétroactivement les frais de santé d’une personne âgée sur son héritage, sont purgées du programme.

## Le thatchérisme vu par Anthony Giddens
Le sociologue britannique Anthony Giddens, conseiller et inspirateur de Tony Blair, premier ministre travailliste de l'époque, écrit en 1998 le livre The Third Way. The Renewal of Social Democracy. Ce livre, quasi-manifeste du New Labour propose une refondation de la social-démocratie sur de nouvelles lignes qui transcendent la division entre le socialisme traditionnel et le thatchérisme. Le thatchérisme y est caractérisé par les traits suivants :
- un gouvernement minimal ;
- une société civile autonome ;
- le fondamentalisme du marché ;
- un autoritarisme moral doublé d'un fort individualisme économique ;
- le marché du travail peut se libéraliser comme tout autre marché ;
- l'acceptation de l’inégalité ;
- un nationalisme traditionnel ;
- l'État-providence faisant office de filet de secours ;
- une modernisation linéairement progressive ;
- une faible conscience environnementale ;
- une doctrine réaliste de l'ordre international ;
- un ordre bipolaire (dans le cadre de la Guerre froide).